# 스포르팅 클루베 데 고아
스포르팅 클루베 데 고아(Sporting Clube de Goa)(단순히 Sporting Goa 로 알려짐, SCG 로 약칭됨)는 인도 고아 주 파나지에 연고를 둔 인도 프로의 축구단으로, 고아주 고아 프로페셔널 리그에소속 되어 있다. "flaming orange"라는 별명을 가진 이 클럽은 1999 Cidade de Goa 로 설립됐었다. . 이전에는 I리그에 소속되어 있었다.
클럽은 포르투갈 클럽 스포르팅 CP 라인에 지어졌으며 유사한 클럽 문장을 채택했다. 스포르팅 고아의 풋살 섹션은 국내 최고의 풋살 클럽 대회인 풋살 클럽 챔피언십에 출전한다. 클럽 Cidade de Goa( 고아 시 )는 Sporting의 소유주인 Peter Vaz 씨와 아내인 Natalina Vaz 현 회장이 구입하여 1999년에 Sporting Clube de Goa로 명칭을 변경했다. 2006년에는 처음으로 고아 프로페셔널 리그에서 우승했다 그 이후로 2014년, 2016년, 2018년, 2020년, 2021년에 타이틀을 차지했다.스포르팅 고아는 리그나 페더레이션 컵 우승 없이 슈퍼 컵만을 우승을 차지한 유일한 클럽이다.
그리고 일부 클럽에 대한 AIFF 편견을 이유로 2016–17 I-League 에서 탈퇴했다.

## 선수 명단

### 현역
참고: FIFA 자격 규정에 따라 소속된 국가대표팀 국기를 표시합니다. 선수는 복수의 FIFA 비회원국 국적을 가지고 있을 수 있습니다.
| 번호 | 포지션 | 국적 | 이름 |
| ---- | ------ | ---- | ---- |

| 번호 | 포지션 | 국적 | 이름 |
| ---- | ------ | ---- | ---- |